# Симон, Василий Петрович
Василий Петрович Симон (12 апреля 1920, Сумская область — 1 апреля 1999, Сумская область) — командир миномётного взвода 801-го стрелкового полка 235-й стрелковой дивизии 43-й армии 1-го Прибалтийского фронта, лейтенант, Герой Советского Союза.

## Биография
Родился 12 апреля 1920 года в селе Вязовое ныне Ахтырского района Сумской области в семье крестьянина. Украинец. Окончил 7 классов в родном селе, в соседнем селе Грунь — среднюю школу. В 1938 году поступил в Харьковский государственный университет. В 1941 году окончил 3 курса этого учебного заведения, полностью окончить помешала война.
В РККА с сентября 1941 года. В 1943 году окончил Новоград-Волынское пехотное училище. Участник Великой Отечественной войны с марта 1943 года. Командовал миномётным взводом на Северо-Западном фронте. Сражался на Курской дуге, затем воевал на 1-м Прибалтийском фронте. Член ВКП(б)/КПСС с 1943 года.
Командир миномётного взвода 801-го стрелкового полка лейтенант Василий Симон отличился 24 июня 1944 года в районе деревни Гринёво Шумилинского района Витебской области Белоруссии. Взвод в числе первых в полку прорвался к реке Западная Двина, форсировал её и захватил рубеж. В течение суток миномётчики отражали контратаки противника, удержали позицию, чем обеспечили переправу через реку других подразделений.
Указом Президиума Верховного Совета СССР от 22 июля 1944 года за умелое руководство подразделением, мужество и отвагу, проявленные во время захвата и удержания плацдарма на берегу реки Западная Двина, лейтенанту Симону Василию Петровичу присвоено звание Героя Советского Союза с вручением ордена Ленина и медали «Золотая Звезда».
С 1946 года капитан В. П. Симон — в запасе. Продолжил учёбу в Харьковском государственном университете, который окончил в 1948 году, став педагогом. Был направлен в село Грунь Ахтырского района Сумской области на должность заведующего районным отделом народного образования, где работал до 1955 года. В 1962—1967 годах — директор Вязовской 8-летней школы, с августа 1967 по июнь 1980 года — заместитель директора по учебно-воспитательной работе в средней школе № 1 имени В. И. Ленина города Ахтырки. С июня 1980 года — на пенсии.
За самоотверженный труд в деле воспитания и обучения подрастающего поколения, подготовки квалифицированных педагогических кадров В. П. Симону было присвоено почетное звание «Отличник народного образования» и «Заслуженный учитель УССР». После ухода на пенсию продолжал активно участвовать в общественно-политической жизни города. Он неоднократно избирался депутатом Ахтырского городского Совета, членом президиума Ахтырской городской организации ветеранов Украины, был частым и желанным гостем в учебных заведениях и трудовых коллективах города и района, много сил и энергии отдавал патриотическому воспитанию молодёжи, подготовке её к службе в рядах Вооружённых Сил. Жил в городе Ахтырка Сумской области. Умер 1 апреля 1999 года. Похоронен на Соборном кладбище в Ахтырке.
Награждён орденами Ленина, Отечественной войны I степени, Красной Звезды, украинским орденом Богдана Хмельницкого III степени, медалями, почётным знаком «Отличник народного образования». Заслуженный учитель УССР. В городе Ахтырка, в честь В. П. Симона, установлены бюст на Аллее Героев и мемориальная доска на здании школы № 1, в которой он работал.